# Italiensk film
Sedan början av 1900-talet har italiensk film haft stora framgångar både i Italien och internationellt.

## 1900-1930-tal

### Pionjärtiden
Den italienska filmindustrin tog form mellan 1903 och 1908, ledd av tre stora organisationer: Cines, baserat i Rom; och de Turinbaserade företagen Ambrosio Film och Itala Film. Andra företag följde snart efter i Milano och Neapel, och dessa tidiga företag uppnådde snabbt en respektabel produktionskvalitet och kunde marknadsföra sina produkter både i Italien och utomlands.
Dessa tidiga italienska filmer var vanligtvis filmatiseringar av böcker eller pjäser, som Mario Caserinis Otello (1906) och Arturo Ambrosios filmversion av romanen Pompejis sista dagar från 1908. Under denna period var också filmer om historiska personer populära, som Caserinis Beatrice Cenci (1909) och Ugo Falenas Lucrezia Borgia (1910).
Andra filmer från denna era är L'Inferno (1911), La caduta di Troia (1911), Il granatiere Roland (1911), Smarrito nell'ombra (1914) och Thaïs (1917), i regi av Anton Giulio Bragaglia. Den allra första kassasuccén i Italien var Enrico Guazzonis Quo Vadis från 1913. Berömd för sina enorma dekorbyggen och användandet av inte mindre än 2000 statister. Två år senare 1914 kom Giovanni Pastrones Cabiria, som var en ännu större produktion. Den tog hela två år att spela in och hade en rekordbudget på 210 000 amerikanska dollar.

### Ljudfilmen
År 1930 regisserade Gennaro Righelli den första italienska ljudfilmen, La canzone dell'amore. Den följdes av Blasettis Terra madre (1930) och Resurrectio (1931) och Camerinis Figaro e la sua gran giornata (1931). 
Under 1930-talet var lätta komedier kända som telefoni bianchi ("vita telefoner") dominerande inom italiensk film. Dessa filmer, som innehöll överdådiga scenografier, främjade konservativa värden och respekt för auktoritet, undvek på så vis vanligtvis granskning av statliga censorer. Några exempel på sådana filmer är Guido Brignones Paradiso (1932), Carlo Bragaglias O la borsa o la vita (1933) och Righellis Al buio insieme (1933). Historiska filmer såsom Blasettis 1860 (1934) och Carmine Gallones Scipione l'africano (1937) var också populära under denna era.

## 1940-1980-tal

### Neorealism
Italiensk neorealism föddes i Italien på 1940-talet och var en enkel men konstnärligt framstående filmstil. Italiensk film vann världsrykte med några filmer som betraktas som mästerverk inom genren. De fyra mest kända filmerna är Roberto Rossellinis Rom - öppen stad (Roma città aperta, 1945) och Befiande eld (Paisà, 1946), Vittorio de Sicas Cykeltjuven (Ladri di biciclette, 1948) samt Luchino Viscontis Jorden skälver (La terra trema, 1947). Med undantag för Rom - öppen stad blev de inte några succéer i hemlandet. Många italienare ville efter fascismens fall i Italien hellre se amerikanska filmer. Av de cirka 800 filmer som producerades i Italien under perioden 1945 - 1953 var det bara ca 10 % som kunde klassas som neorealistiska och de var sällan några kassasuccéer.

### Konstfilm
Den italienska konstfilmen fick sin storhetstid med filmer som Federico Fellinis Det ljuva livet (La dolce vita, 1959) och Viscontis Leoparden (Il gattopardo, 1952). Det ljuva livet behöll ett europeiskt kassarekord under årtionden. Den gav också upphov till nya ord som paparazzi och själva begreppet dolce vita (ursprungsbetydelsen ljuvt liv kom att beteckna både något bitterljuvt och något dekadent). Med internationella succéer som Bernardo Bertoluccis Sista tangon i Paris (Ultimo tango a Parigi, 1973) och Fellinis Amarcord (1973) gavs möjligheter för regissörerna att konkurrera med Hollywood när det gällde högbudgetfilmer. Italienska filmer har vunnit 13 Oscars för Bästa utländska film, flest av alla länder.
Ett återkommande tema i italiensk film är social-realism och samhällskritik ur vänsterns synvinkel. Redan 1914 kom Smarrito nel lómbra (ung. Förlorad i mörker) av Nino Martoglio. Den har fått många efterföljare, t. ex. Fula, skitiga och elaka (Brutti, sporchi e cattivi) av Ettore Scola 1976.

### Peplum
Peplum eller svärd-och-sandal-filmer var en genre med kommersiellt framgångsrika, men inte så konstnärligt avancerade äventyrsfilmer. Filmerna var ofta lågbudgetfilmer som ofta hade en övernaturligt stark man i huvudrollen (till exempel i filmserierna om Herkules, Simson och Maciste), och utspelade sig under antiken med mytologiska eller bibliska teman. Genren sålde internationellt under 1960-talet. Vartefter genren mognade ökade ibland budgetarna och en del filmer kom att nå högre kvaliteter, som Mario Bavas Herkules i skräckens borg (1961) och De 7 gladiatorerna (1962). De flesta Peplum-filmer filmades i färg, medan tidigare italienska filmer ofta hade varit svartvita.

### Spaghetti-western
Spaghetti-western som blommade på 1960- och 1970-talet fick framgångar internationellt och påverkade westerngenren i stort. Sergio Leones Dollartrilogin och Harmonica - en hämnare kom att definiera genren.
Några filmer som också tillhörde genren, men som kombinerades med komedi av Commedia all'italiana-typ; filmer som Dom kallar mej Trinity - djävulens högra hand (1970) och Trinity - klipper till igen (1971), med Bud Spencer och Terence Hill (artistnamn för Carlo Pedersoli och Mario Girotti). Hill och Spencer gjorde många filmer tillsammans. De flesta av deras tidiga filmer var spaghetti-westerns, inlett med Gud förlåter, men inte jag (1967), följt av Ess i topp (1968) och De blodiga stövlarnas kulle (1969), men de medverkade också i komedier som  Smockan i luften (1974).

### Giallo
Giallo är en undergenre av thrillern som framträdde på 1960-talet. Filmerna är oftast uppbyggda som pusseldeckare där en psykopatisk man dödar lättklädda kvinnor.

### Exploitation
Den italienska filmindustrin hade vissa problem ekonomiskt under 1980-talet vilket ledde till en våg av exploitationfilmer och kopior på kända Hollywood-filmer av regissörer som Bruno Mattei. En exploitationfilm från den tiden är den våldsamma Cannibal Holocaust (1980) som var banbrytande med berättargreppet funnen film (engelska: found footage) även om den inte är så väl ansedd.

## 1990-talet och framåt

### Modern italiensk film
Modern italiensk film i siffror kan anges med att under 1990-talet cirkulerade 140 - 180 amerikanska filmer per år i Italien att jämföra med ca 100 italienska. Trots detta stod de icke italienska för ca 75 % av inkomsterna. 1999, då Roberto Benignis Livet är underbart var den stora kassasuccén producerades 156 italienska filmer. Femton av dessa filmer (inklusive Benignis) stod för 86 % av inkomsterna. Med andra ord endast 14 % av de filmer som producerades under detta år hade något inflytande på inkomsterna från biljettförsäljningen.